# Иванов, Николай Николаевич (учёный-дорожник)
Никола́й Никола́евич Ива́нов (1888—1977) — советский учёный в области дорожного строительства. Лауреат двух Сталинских премий.

## Биография
Родился 9 (21) декабря 1888 года в Санкт-Петербурге в семье врача. В 1906 году окончил с золотой медалью 6-ю Санкт-Петербургскую гимназию, в 1912 году — Санкт-Петербургский институт инженеров путей сообщения.
Работал на изысканиях железных дорог в Средней Азии.
В 1919—1923 годах служил в РККА, руководил строительством военных дорог.
С 1924 года — инженер Дорожного исследовательского бюро при ленинградском отделе местных сообщений. В 1929 году Бюро преобразовано в ЦЦНИИ НАДИ-ЦДорнии, и Иванов стал зам. директора по научной работе. В 1940—1942 гг. — директор Ленинградского филиала ДорНИИ.
В 1926—1938 годах он преподавал в ЛИИЖТ, с 1938 года — в МАДИ; профессор (с 1934), доктор технических наук (1939, без защиты диссертации).
В 1941 году предложил «Метод расчета нежёстких покрытий ДорНИИ», получивший название «метод профессора Иванова».
В 1941—1942 годах оставался в блокадном Ленинграде.
В 1942—1954 годах — директор Всесоюзного Дорожного научно исследовательского института (ДорНИИ).
В 1948—1975 годах — зав. кафедрой «Строительство и эксплуатация дорог» МАДИ.
Умер 20 июля 1977 года.

## Награды и премии
- Сталинская премия третьей степени (1950) — за коренное усовершенствование методов строительства автомобильных дорог
- Сталинская премия второй степени (1951) — за разработку и внедрение новых усовершенствованных оснований и покрытий автомобильных дорог
- заслуженный деятель науки и техники РСФСР.
- орден Ленина
- орден Трудового Красного Знамени
- орден Красной Звезды
- орден «Знак Почёта»
- шесть медалей